# Alfalfa (Alabama)
Alfalfa es un área no incorporada ubicada en el condado de Marengo en el estado estadounidense de Alabama.

## Geografía
Alfalfa se encuentra ubicada en las coordenadas 32°30′21″N 87°45′57″O / 32.50583, -87.76583.